# Esima

Mapa de la Antigua Macedonia con la ubicación de Esima, en la parte oriental del mapa, junto a la costa próxima a la isla de Tasos.

Esima (en griego, Οἰσύμη) es el nombre de una antigua ciudad griega de Tracia.
Tucídides la menciona junto a Galepso y señala que ambas eran colonias de Tasos que se pusieron de parte del ejército espartano de Brásidas después de que este hubiera tomado Anfípolis en 424 a. C.
Esteban de Bizancio la identifica como la misma Esira nombrada por Homero en la Ilíada como lugar de origen de Castianira, madre de Gorgitión, unida al rey de Troya Príamo.
Ateneo de Naucratis cita un pasaje de Arménidas donde se menciona Esima entre los lugares de Tracia famosos por la calidad de sus vinos.
Probablemente debe haberse ubicado en un lugar donde hay restos de un asentamiento fortificado, al sur de la moderna Nea Peramos, en el cabo Vrásidas, que se halla en la parte meridional de la bahía de Eleuteras.